# La inocencia
La inocencia (en valenciano: La innocència) es una película española dirigida por Lucía Alemany y producida por Un Capricho de Producciones, Turanga Films y Lagarto Films. Se rodó en 2018 y se estrenó en los cines de forma limitada el 13 de diciembre de 2019 para poder optar a los Premios Goya. No obstante, su verdadero estreno a nivel comercial fue el 10 de enero de 2020. Protagonizada por Carmen Arrufat, Laia Marull y Sergi López, explica el verano de una adolescente que se queda embarazada en Traiguera, un pequeño pueblo cerca de Castellón. Recibió siete nominaciones a los premios Gaudí y dos a los premios Goya.

## Argumento
Lis es una chica que sueña con convertirse en artista de circo y escapar de su pueblo, a pesar de que sabe que para conseguirlo tendrá que enfrentarse a sus padres. Es verano y Lis se pasa el día jugando en la calle y coqueteando con un chico, unos años mayor que ella. Cuando los vecinos empiezan a murmurar sobre esta relación, Lis se ve obligada a mantenerla en secreto, para que sus padres no se enteren. Será una relación que cambiará su vida para siempre.

## Reparto
- Carmen Arrufat como Lis.
- Laia Marull como Soledad.
- Sergi López como Catalano.
- Sonia Almarcha como Remedios.
- Joel Bosqued como Néstor.
- Josh Climent como El Polaco.
- Laura Fernández como Rocío.
- Bogdan Florin Guilescu como Bogdan.
- Lidia Moreno como la Patri.
- Estelle Orient
- Ricardo Ull como Pablo.
- Ferri Ballester como Yolanda.
- Andrea Olesa como chica WC.

## Premios y nominaciones
34.ª edición de los Premios Goya
| Categoría               | Nominados      | Resultado |
| ----------------------- | -------------- | --------- |
| Mejor actriz revelación | Carmen Arrufat | Candidata |
| Mejor canción original  | Toni M. Mir    | Candidato |